# Raleigh Studios
Die Raleigh Studios sind einer der ältesten Filmstudio-Komplexe in Hollywood. Hier werden seit 1915 Filme und später auch Fernsehproduktionen gedreht. Im Laufe der Zeit übernahm die Organisation hinter dem Studio auch weitere Studio-Anlagen in den USA und expandierte auch in weiteren Länder und ist auch über die Vermietung von Studios als Dienstleister tätig.

## Geschichte
1914 erwarb Adolph Zukor eine Farm an der 5500 Melrose Avenue, um dort mit Mary Pickfords Famous Players Film Company einen Film zu produzieren. Dazu gründete er auf der Farm das Famous Players Fiction Studios. Nachdem der Film abgedreht war, schloss sich Zukor der Famous Players Film Company an, aus der schließlich 1916 Paramount Pictures wurde. Die Farm mit dem Studio übernahm der Kinobesitzer William Clune, der das Studio unter dem Namen The Clune Studios zur Vermietung anbot. Im Dezember 1916 mietete Douglas Fairbanks senior für einige Zeit eines der Studios, ab April 1919 gar für eine längere Zeit. Anders als andere Filmstudios begann das Unternehmen nicht damit, eigene Filme zu produzieren und blieb bis heute ein Dienstleister, der nur seine Studios und andere Dienstleistungen an andere Produzenten vermietete. Je nach Produzenten erhielten die Studios vereinzelt auch anderen Namen wie Douglas Fairbanks Studios, Tec Art, Prudential oder Entreprises.
Eine erste Innovation des Studios war die Einführung der Soundstages. Zwar wurden noch nur Stummfilme gedreht, doch wollte das Studio damit Ablenkungen und Behinderungen die durch die Außenwelt entstanden verhindern. In der Frühzeit expandierte der Betrieb schnell und stetig, 1926 hatte das Studio schon fünf Einzelstudios im Angebot. Häufig wurden die Studios von unabhängigen Filmproduzenten genutzt. Als etwa B. P. Schulberg 1936 seinen Posten als Produktionsleiter bei der Paramount verloren hatte, wurde er als unabhängiger Produzent von B-Filmen im Clune Studio tätig. Zeitweise firmierte das Studio zu dieser Zeit auch unter California Studio. 1928 wurde auf Anweisung von Roy O. Disney eines der ersten Tonstudios Hollywoods eingerichtet.
Seit den 1950er und 1960er Jahren wurden in den Studios vermehrt Fernsehproduktionen gedreht. 1961 erhielt es mit The Producer's Studio wieder einen neuen Namen. Nachdem 1979 Raleigh Entreprise das Studio, das mittlerweile als neun Einzelstudios bestand, vom Clune Memorial Trust erworben hatte, erfolgte nicht nur die Umbenennung in Raleigh Studios, sondern auch endgültig die Umstellung auf Fernsehproduktionen. Unter den unabhängigen Anbietern war es damit zu der Zeit einer der ganz großen Anbieter im Filmgeschäft. Nach dem Erwerb wurde das Studio für 40 Millionen US-Dollar renoviert und erweitert. Im Juli 1998 wurde durch Roy E. Disneys Shamrock Holdings ein Studiokomplex in Manhattan Beach errichtet. Der neue Komplex firmiert unter Manhattan Beach Studios und wird durch Raleigh Entreprise betrieben.
2007 verwaltete der Studio-Komplex 12 Einzelstudios in Hollywood, 14 in Manhattan Beach und verwaltete zudem Studios in Playa Vista. 2009 wurde der Gesellschaft zudem die Leitung der Michigan Motion Picture Studios in Pontiac übertragen, nach dem Ausfall einer 18-Millionen-US-Dollar-Anleihe 2012 wieder beendet. Die Errichtung eines Filmstudios auf einem ehemaligen Luftwaffenstützpunkt in Toulouse konnte nicht realisiert werden, in Europa verwaltet Raleigh Entreprise indes den bedeutenden Studio-Komplex der Budapest Studios in Budapest, in China die Wuxi Studios in Wuxi.
Zu einem schwerwiegenden Zwischenfall kam es 1965, als ein Studio-Elektriker tödlich in einem der Züge eines der Studios verunglückte.

## Struktur
Unter der Verwaltung der Raleigh Entreprise stehen:
in den Vereinigten Staaten:
- die Raleigh Studios in Hollywood, Kalifornien mit 13 Einzelstudios
- die Manhattan Beach Studios in Manhattan Beach, Kalifornien
- die Playa Vista Studios in Playa Vista, Kalifornien.
- die Baton Rouge Studios in Baton Rouge in Louisiana.
- die Atlanta Studios in Atlanta, Georgia.
- von 2009 bis 2012 die Michigan Studios in Pontiac, Michigan

in Europa:
- die Budapest-Studios in Ungarn

in Asien:
- die Wuxi-Studios in Wuxi in China.

Neben den Studios bietet das Unternehmen auch Produktionsbüros, Vorführräume und andere Dienstleistungen, die im Rahmen von Filmproduktionen benötigt werden an.

## Film und Fernsehen
Der erste Film, der in den unabhängigen Cluny Studios produziert wurde, war im September 1915 der Film Ramona von Allan Dwan mit Monroe Salisbury in der Hauptrolle. Seit Ende 1916 wurden mehrere Filme mit Douglas Fairbanks hier produziert, im Juni 1918 drehten sowohl er als auch Charlie Chaplin hier mehrere Werbefilme für US-Kriegsanleihen. In einem dieser Filme wirkte auch der Boxer Jack Dempsey mit. 1920 entstand ein Teil des Klassikers Das Zeichen des Zorro von Fred Niblo mit Fairbanks in der Hauptrolle hier, im Jahr darauf Die drei Musketiere. Auch ein Tonfilm-Remake mit Gene Kelly im Jahr 1948 wurde hier gedreht.
Ab März 1936 wurden durch den Produzenten Harry Sherman mehrere Verfilmungen aus der Hopalong-Cassidy-Reihe mit William Boyd in der Hauptrolle gedreht. Während des 2. Weltkrieges mietete die California Pictures Corporation, die von Howard Hughes gehörte und von Preston Sturges geleitet wurde, das Studio und drehte hier Verrückter Mittwoch. Zu einem der Höhepunkte wurde der Dreh von Die besten Jahre unseres Lebens im Jahr 1946. Der Film wurde mit dem Oscar als bester Film ausgezeichnet.
Mit den 1950er Jahren wurden vermehrt Fernsehproduktionen gedreht. Zu den Pionieren gehörte hier unter anderem Stanley Kramer. Frühe Serien wie Space Patrol und Superman – Retter in der Not wurden hier ebenso gedreht, wie Have Gun – Will Travel und langlebige Klassiker wie Im Wilden Westen und Rauchende Colts. Der 1956 gedrehte Frank-Sinatra-Film Johnny Concho – Der Bruder des Banditen hatte den Nebeneffekt, dass die für den Film errichtete Cantina später zur Café des Studios wurde. 1961 drehte hier Roger Corman Das Pendel des Todes, 1962 Robert Aldrich Was geschah wirklich mit Baby Jane? und 1967 Norman Jewison In der Hitze der Nacht, der zweite hier gedrehte Film, der mit dem Oscar für den besten Film des Jahres ausgezeichnet wurde.
Nach dem Erwerb durch Raleigh Entreprise und die weitestgehenden Umstellung auf Fernsehproduktionen und Werbefilme wurden hier unter anderem Dallas, Cagney & Lacey und Agentin mit Herz. Ende der 1980er Jahre wurden auch wieder vermehrt Kinofilme produziert, darunter 1989 Tap Dance mit Gregory Hines, Lawrence Kasdans Ich liebe Dich zu Tode aus dem Jahr 1990, 1991 Garry Marshalls Frankie & Johnny, 1997 Gore Verbinskis Mäusejagd. Für Jan de Bonts Speed 2 im Jahr 1997 wurden die Innenaufnahmen hier gedreht. Madonna drehte hier ihr Musikvideo zu Like a Prayer, Nirvana 1993 zu Heart-Shaped Box. Schon zehn Jahre zuvor drehte Michael Jackson hier das Video zu Billie Jean. Das Fernsehen war in dem Zeitraum etwa mit Die Larry Sanders Show vertreten. Später wurden hier Ugly Betty, Private Practice, The Closer, Castle, Major Crimes, Angie Tribeca, der Neuauflage von Whose Line Is It Anyway? ab 2015 und Notorious.

## Belege
1. ↑  https://archive.wikiwix.com/cache/index2.php?url=http%3A%2F%2Fwww.freep.com%2Farticle%2F20120808%2FBUSINESS06%2F308080025%2FRaleigh-Studios-changes-its-name-to-Michigan-Motion-Picture-Studios#federation=archive.wikiwix.com&tab=url
2. ↑  https://www.hollywoodreporter.com/movies/movie-news/raleigh-michigan-studios-default-bonds-oz-help-285954/